# Ernest Lehman
Ernest Paul Lehman (ur. 8 grudnia 1915 w Nowym Jorku, zm. 2 lipca 2005 w Los Angeles) – amerykański scenarzysta filmowy, sześciokrotnie nominowany do Oscara, laureat Oscara honorowego 2001.
Pochodził z bogatej rodziny, która straciła majątek w czasie Wielkiego Kryzysu. Po studiach w College of the City of New York rozpoczął karierę literacką. Współpracował z szeregiem pism, m.in. Colliers, Redbook, Cosmopolitan, dla których pisywał nowele i krótkie opowiadania. W latach 50. związał się z przemysłem filmowym (hollywoodzkie studio Paramount), odnosił sukcesy jako autor scenariuszy do takich filmów, jak Executive Suite, Sabrina (1954), Król i ja (1956), Północ, północny zachód (1959), West Side Story (1961), Dźwięki muzyki (1965), Kto się boi Virginii Woolf? (1966) z Richardem Burtonem i Elizabeth Taylor, Hello, Dolly! (1969). Uzyskał sześć nominacji do Oscara, ale doczekał się dopiero statuetki honorowej, przyznanej mu w 2001; był pierwszym scenarzystą wyróżnionym honorowym Oscarem.
Spróbował także swoich sił jako reżyser, wyreżyserował jeden film – Portnoy's Complaint (1972), którego scenariusz jest adaptacją powieści Philipa Rotha. Po 1979 ograniczył pracę w filmie, współpracował jeszcze (raczej rzadko) z telewizją. W latach 1983–85 przewodniczył stowarzyszeniu pisarzy Writers Guild of America.
Był dwukrotnie żonaty. Z pierwszą żoną Jacqueline, zmarłą w 1994 po 52 latach małżeństwa, doczekał się dwojga dzieci (synowie Roger i Allan); syna (Jonathana) miał również z drugą żoną Laurie – został ojcem w wieku 86 lat.